# Невилл, Ральф, барон Байвелл
Ральф де Невилл (англ. Ralph de Neville; около 1392 — 25 февраля 1458) — английский аристократ, второй сын Ральфа Невилла, 1-го графа Уэстморленда, от первого брака с Маргарет де Стаффорд.
Мачеха Джоан Бофорт выдала за Ральфа свою дочь от первого брака. Судя по всему, именно благодаря браку он в отличие от сына старшего брата не был обойден отцом в завещании, получив баронию Байвелл и поместье Стифорд в Нортумберленде.

## Происхождение
Ральф происходил из знатного английского рода Невиллов, который был вторым по значимости родом в Северной Англии после рода Перси. Его прадед, Ральф де Невилл, 2-й барон Невилл из Рэби, имел владения в Дареме, Северном Йоркшире и Линкольншире с центром в Рэби в Дареме. Он был английским военачальником на службе у королей Эдуарда II и Эдуарда III, принимая участие в различных военных действиях против Шотландии и был одним из ближайших соратников Эдуарда Чёрного Принца, старшего сына Эдуарда III, участвуя в составе его армии в Столетней войне во Франции. Старший сын и наследник Ральфа, Джон де Невилл, 3-й барон Невилл из Рэби, благодаря покровительству Джона Гонта, одного из сыновей короля Эдуарда III, и дружбе с Уильямом Латимером, 4-м бароном Латимером, на наследнице которого он позже женился, получил немало владений в Нортумберленде и Йоркшире и приобрёл большое личное богатство.
Сын и наследник Джона, Ральф Невилл, 1-й граф Уэстморленд, был одним из могущественных магнатов в Северной Англии. Он поддержал захват власти Генрихом IV Болингброком, принимая активное участие в возведении того на английский престол, за что получил ряд должностей и наград и титул графа Уэстморленда, а после подавления восстания Перси его влияние ещё больше усилилось.
Первым браком Ральф был женат на Маргарет Стаффорд, происходившей из другого знатного английского рода — Стаффордов. Она была старшей из дочерей Хью де Стаффорда, 2-го графа Стаффорда, от брака с Филиппой де Бошан, дочерью Томаса де Бошан, 11-го графа Уорика. В этом браке родилось двое сыновей и 6 или 7 дочерей. Ральф был вторым из сыновей, родившимся в этом браке, у него был старший брат Джон. Пять из его сестёр были выданы замуж за северных лордов, вероятно таким образом Ральф Невилл стремился укрепить связи своей семьи с североанглийской знатью. Вскоре после смерти Маргарет Ральф Невилл женился вторично — на Джоан Бофорт, незаконнорожденной и позже легитимизированной дочери Джона Гонта, герцога Ланкастера, от любовницы Кэтрин Суинфорд, на которой он позже женился. Джоан приходилась единокровной сестрой короля Генриха IV. От второго брака у Ральфа также родилось многочисленное потомство.

## Биография
О биографии Ральфа известно мало. Он родился около 1392 года. Около 1413 года Ральфа женили на сводной сестре Маргарет (Мэри) Феррерс, дочери его мачехи Джоан Бофорт от первого брака с Робертом Феррерсом, 2-м бароном Феррерсом из Уэма.
В 1424 году отец Ральфа составил завещание, согласно которому большую часть его владений унаследовали потомки от второго брака. Старший брат Ральфа, Джон, к тому моменту умер, а его дети были несовершеннолетними. В результате после смерти графа Уэстморленда Ральф Невилл, старший из сыновей Джона, унаследовал только титул графа Уэстморленда и очень малую часть владений. По мнению историка Дж. Петри, причины таких действий 1-го графа Уэстморленда, которые историк Чарльз Росс назвал «амбициозным семейным мошенничеством», кроются в ранней смерти старшего сына. Возможно, что граф хотел, чтобы его наследник смог сохранить созданную им в Северной Англии «империю», а взрослый сын мог с этим справиться лучше, чем несовершеннолетний внук. Кроме того, ставший основным наследником Ричард, будущий граф Солсбери, находился по матери в близком родстве с английским королём, что должно было его поддержать. Также у Ричарда были свои интересы в наследстве графов Кент, поскольку он через жену был наследником 1/5 доли, и именно ему король предоставил опеку над наследством матери Ральфа. Несовершеннолетие наследника вкупе с ранней смертью его родителей и завещанием графа Уэстморленда серьёзно сказалось на дальнейших событиях. Новому графу Уэстморленду пришлось вести длительный спор за родовое наследство, переросший в настоящую феодальную войну. Только в 1443 году было заключено соглашение, по которому ему была возвращена небольшая часть владений деда.
По завещанию отца Ральф получил очень небольшие владения — баронию Байвелл и поместье Стифорд в Нортумберленде вместе со «стадом овец, двадцатью четырьмя коровами и одним быком», а также и некоторую золотую и серебряную посуду. Вероятно, что эти владения он получил благодаря усилиям мачехи, стремившейся обеспечить и дочерей от первого брака.
Умер Ральф 25 февраля 1458 года, месяц спустя своей жены, оставив единственного сына Джона, о котором известно только то, что он в 1439—1440 годах был шерифом Линкольншира. Джон от брака с Элизабет Ньюмарш, дочерью Роберта Ньюмарша, оставил единственную дочь Джоан, которая была замужем за сэром Уильямом (IV) Гаскойном.

## Брак и дети
Жена: с около 1413 Маргарет (Мэри) Феррерс (около 1394 — 25 января 1458), дочь Роберта Феррерса, 2-го барона Феррерса из Уэма, и Джоан Бофорт. Дети:
- Мэри Невилл (около 1414 — ?)[14].
- Джон Невилл (около 1416 — 17 марта 1482), шериф Линкольншира в 1439—1440[13][14].